# Neagra Broștenilor
Neagra Broștenilor (također: Neagra) je desna pritoka rijeke Bistrița u Rumunjskoj, u županiji Suceava. Ulijeva se u Bistrițu u selu Neagra pokraj Broștenija. Duljina joj je 42 km, a površina porječja oko 350 km2.